# Ainsley Bennett
Ainsley Bennett (Jamaica, 22 de julio de 1954) es un atleta británico de origen jamaicano, especializado en la prueba de 4x400 m en la que llegó a ser medallista de bronce mundial en 1983.

## Carrera deportiva
En el Mundial de Helsinki 1983 ganó la medalla de bronce en los relevos 4x400 metros, con un tiempo de 3:03.53 segundos, tras la Unión Soviética y Alemania Occidental, siendo sus compañeros de equipo: Garry Cook, Todd Bennett y Philip Brown.